# Corral (Chile)
Corral es una comuna y ciudad de la zona sur de Chile, ubicada en la Región de Los Ríos. Su capital, la ciudad y puerto del mismo nombre se ubica entre la bahía de Corral y la desembocadura del río Valdivia, a 15 km de Valdivia, capital regional, comuna de la cual se separó por ley de municipios del 22 de diciembre de 1891.[cita requerida] Es el puerto más antiguo del sur de Chile y el más importante del periodo colonial del país.[cita requerida]
Esta comuna incluye a las Islas Mancera y Del Rey, e integra junto a las comunas de Valdivia, Lanco, Máfil y Mariquina, el distrito electoral N.º 24 perteneciente a la 16 Circunscripción Senatorial. La máxima autoridad municipal es su alcalde, Gastón Pérez González.

## Historia

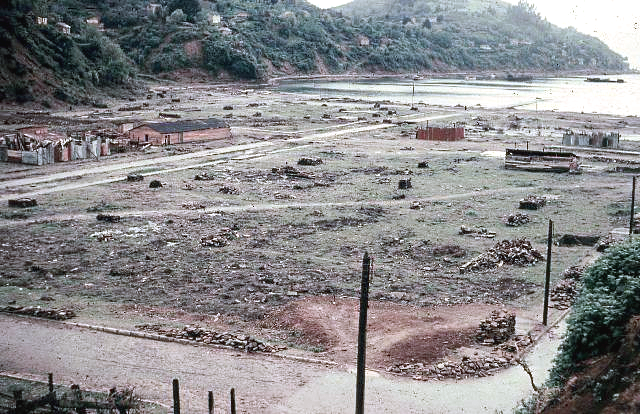
El centro de Corral fue casi completamente destruido por el Terremoto de Valdivia de 1960.

El puerto de Corral, en tiempos de la conquista española, fue una bahía muy fortificada e inexpugnable gracias a un sistema defensivo de fuertes, para proteger a los españoles, de los constantes ataques de piratas y corsarios de otros países, como por ejemplo la ocupación holandesa de 1644. Tanta fue la importancia que tuvo Valdivia en esa época que en esta bahía puerto se llegaron a construir 17 fortificaciones en todo el perímetro de las actuales comunas de Valdivia y Corral, cabe destacar entre ellos, el Castillo San Sebastián de la Cruz, Castillo de la Pura y Limpia Concepción de Manfort de Lemus (o simplemente Castillo de Niebla) y el Castillo San Pedro de Alcántara de Mancera. En 1820 Lord Thomas Alexander Cochrane asalta las fortificaciones en la espectacular Toma de Valdivia por las fuerzas patriotas de la nueva República.
El 22 de mayo de 1960 a las 15 horas, el sur de Chile fue sacudido por el Terremoto de Valdivia de 1960, con una intensidad de 9,5 grados en la escala de Richter. Esta catástrofe tuvo efectos en gran parte del país y fue de tal envergadura que el tsunami que se formó, afectó las costas de Japón. En la bahía de Corral (en las localidades de Corral y Niebla) se formaron las más grandes olas de este maremoto o tsunami, 11 m de altura registrado en Corral.

## Geografía
Esta comuna se ubica en la bahía (también desembocadura del río Valdivia), frente a la localidad de Niebla, perteneciente a Valdivia. Al sur de la comuna de Valdivia, al oeste de la comuna de Paillaco y al norte de la comuna de La Unión.

## Medio ambiente

### Geomorfología y componentes abióticos

Trazado simplificado de los ecosistemas y cuerpos de agua presentes en la comuna de Corral.

La comuna de Corral se encuentra emplazada en las unidades geomorfológicas de Llanos de sedimentación fluvial o aluvional, Llano central con morrenas y conos, Planicie marina o fluviomarina y Cordillera de la costa; y presenta según la clasificación climática de Köppen clima templado lluvioso (Cfb), clima templado lluvioso con leve sequedad estival (Cfb (s)), clima templado lluvioso con leve sequedad estival e influencia costera (Cfb (s) (i)) y clima templado lluvioso frío con leve sequedad estival (Cfc (s)). Esta además se halla entre las cuencas hidrográficas de Costeras entre el río Valdivia y río Bueno y río Valdivia. Además, la comuna posee diversos cuerpos de agua, entre los que se destacan el río Catrileufu, río Chaihuin, río Futa, río Maguilan, río San Juan y río Tornagaleones.

### Componentes bióticos
Dentro del territorio de la comuna se pueden hallar los siguientes ecosistemas:
- Bosque caducifolio templado donde predominan Nothofagus obliqua y Laurelia sempervirens (En peligro)
- Bosque laurifolio templado costero donde predominan Weinmannia trichosperma y Laureliopsis philippiana(Preocupación menor)
- Bosque laurifolio templado interior donde predominan Nothofagus dombeyi y Eucryphia cordifolia (Preocupación menor)
- Bosque resinoso templado costero donde predomina Fitzroya cupressoides (Preocupación menor)

### Medidas de protección ambiental y conflictos socioambientales
Hasta 2022, la comuna de Corral cuenta con las siguientes zonas que cuentan con algún nivel de protección ambiental:
- At Playate (La casa de la golondrina) Kawescar Tres Chiflones  (antes Las Quemas) (Iniciativa de Conservación Privada)[11]
- Comunidad indígena We Llanca Milla (Iniciativa de Conservación Privada)[12]
- Cordillera de la costa (Sitios ERB)[13]
- El Morrito (Iniciativa de Conservación Privada)[14]
- Las Vegas de Lumaco (Iniciativa de Conservación Privada)[15]
- Morro Gonzalo (Iniciativa de Conservación Privada)[16]
- Palo Blanco (Iniciativa de Conservación Privada)[17]
- Palo Muerto (Iniciativa de Conservación Privada)[18]
- Parcela Altamira - CEA (Iniciativa de Conservación Privada)[19]
- Parque Nacional Alerce Costero (Parque Nacional)[20]
- Parque Natural Isla Huapi (Iniciativa de Conservación Privada)[21]
- Reserva Costera Valdiviana (Iniciativa de Conservación Privada)[22]
- Vircunco (Iniciativa de Conservación Privada)[23]

## Administración

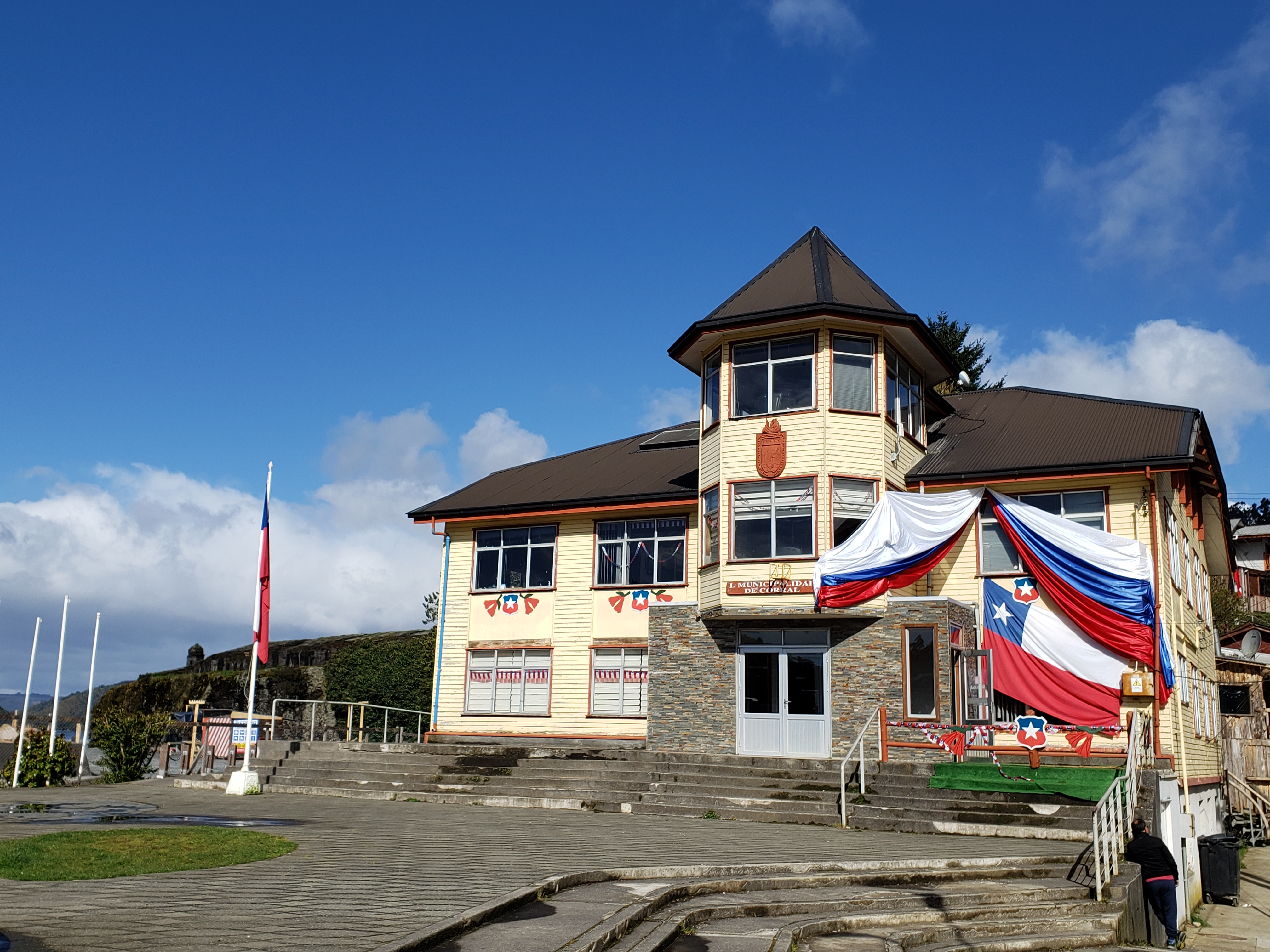
Casa consistorial de la I. Municipalidad de Corral

### Municipalidad
La Ilustre Municipalidad de Corral es dirigida por el alcalde Claudio Gonzalez Navarro, el cual es secundado por los concejales:
- Juan Valenzuela González (PPD)
- Claudio González Navarro (PRI-Independiente)
- Leandro Espinoza Moraga	(PDC)
- Sergio Obando Espinoza	(PPD)
- Fernando Villagrán Maldonado (Ind-PR)
- Manuel Pardo Contreras (RD)

## Economía
En 2018, la cantidad de empresas registradas ante el Servicio de Impuestos Internos en Corral fue de 53. El Índice de Complejidad Económica (ECI) en el mismo año fue de -1,03, mientras que las actividades económicas con mayor índice de Ventaja Comparativa Revelada (RCA) fueron Venta al por Mayor de Combustibles Líquidos (144,05), Preparación del Terreno, Excavaciones y Movimientos de Tierras (40,09) y Recolección de Productos Forestales Silvestres (20,57).

### Turismo

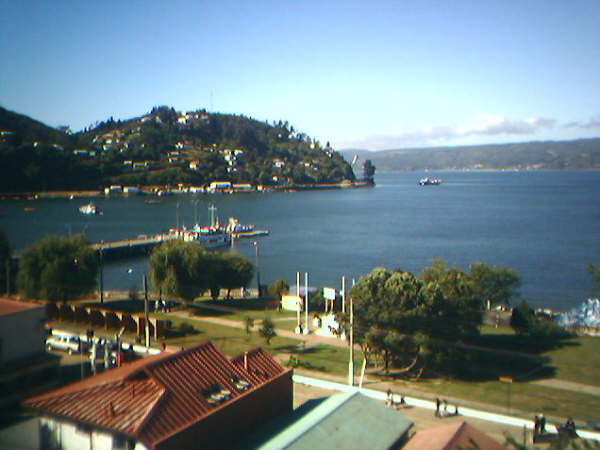
Vista panorámica de Corral previa a las remodelaciones de la década de 2010.

Corral se caracteriza por una gran riqueza natural, principalmente marina y forestal, a lo largo de toda su extensión. Históricamente ha sido reconocido por sus condiciones portuarias, dadas de manera natural. Corral posee una gran importancia debido a que en esta bahía fueron construidas las principales fortificaciones españolas, que formaban el sistema defensivo del Puerto de Valdivia. Dentro de estos destacan:
- Castillo de San Sebastián de la Cruz de Corral
- Castillo San Luis de Alba de Amargos
- Castillo San Pedro de Alcántara de Mancera
- Baterías Chorocamayo Alto y Bajo.
- Batería La Aguada del inglés en San Carlos.
- Fuerte de San Carlos

#### Lugares de importancia
Amargos y San CarlosReconocidos por su importancia debido a la presencia de las fortificaciones españolas, pero en la actualidad se han destacado por ser las principales caletas pesqueras de la zona, complementando el trabajo marino con los servicios turísticos y artesanía típica.
Morro Gonzalo-Los LilesEn esta zona comienza el recorrido costero de la comuna, estos senderos se complementan con los servicios de alimentación, alojamientos campesinos y artesanía en maderas.
Huape y Palo MuertoEstas dos localidades son de características pesqueras, su gente dedicada a la pesca y los mariscos, complementan su actividad con la atención de turistas, en el último período se reconocen por los cultivos bajo plásticos de gladíolos multicolores.
ChaihuínEsta localidad se reconoce turísticamente por el gran trabajo realizado en temas de servicios de alojamiento, alimentación y actividades, el trabajo de la población se complementa con las excursiones ofrecidas por la reserva costera Valdiviana a través de senderos de bosques nativos, playas vírgenes y las maravillosas Lagunas Gemelas. Además de ser una zona de bosques, posee playas aptas para el baño, y también para la pesca de orilla. En octubre del 2020 se terminó la construcción de una nueva caleta para los pescadores de la zona, obra que beneficiará a más de 100 pescadores de la zona.
CadillalEsta zona, bastante aislada ofrece al turista las riquezas naturales a través de la navegación del río Chaihuin, complementado con la pesca deportiva, cabalgatas y reposterías típicas, además de las artesanas en lanas.
HuiroReconocido como el centro étnico de la comuna por las tradiciones huilliches que aún se mantienen vivas en este sector a través de la artesanía y la gastronomía, esto se complementa con la atención de turistas en los hermosos paisajes naturales de la zona.
Ensenada de San JuanEsta localidad dedicada a la agricultura y ganadería, ofrece la magia y el descanso de la naturaleza a través de sus ríos y esteros, playas de ríos y mar, zonas de pícnic y camping, la gastronomía típica de especialidades en carnes, además de la posibilidad de realizar excursiones de trekking desde los esteros hacia la cordillera.
Naguillán y LumacoEsta zona es reconocida por el trabajo de su población y por el hermoso paisaje que ofrece la posibilidad de realizar tours fotográficos, sobre todo de los vestigios del maremoto de 1960.
Futa y Tres ChiflonesEstas localidades pertenecen a las más alejadas del centro de la comuna, pero la lejanía es parte del paisaje natural que maravillan a sus visitantes, descanso y observación de flora y fauna, además de la posibilidad de realizar un pícnic a orillas del río o en medio del bosque.

## Servicios públicos

### Biblioteca municipal
La Biblioteca Pública Municipal N.º 206 "Froilan Martínez Paredes" fue creada el 11 de diciembre de 1985 bajo la gestión de la alcaldesa María Mercedes Vio Henríquez, en colaboración con la Dirección de Bibliotecas, Archivos y Museos (DIBAM). A lo largo de los años, la biblioteca experimentó significativos avances: en 1985 se instalaron estanterías cerradas, que luego se modernizaron a estanterías abiertas; en 2002 se incorporaron 3 computadoras avanzadas, aumentando a 5 en años posteriores. Ese mismo año, se inició el programa BiblioRedes. Desde 2003, la Fundación Educacional y Cultural La Fuente operó un Bibliomóvil que servía a colegios y comunidades rurales. En 2004, se obtuvieron fondos para mejoras estructurales y en 2006, se renovó la colección bibliográfica del Bibliomóvil. A partir de 2005, se realizaron capacitaciones en sectores rurales mediante un laboratorio móvil facilitado por la Coordinación Regional de Bibliotecas Públicas.

## Transporte

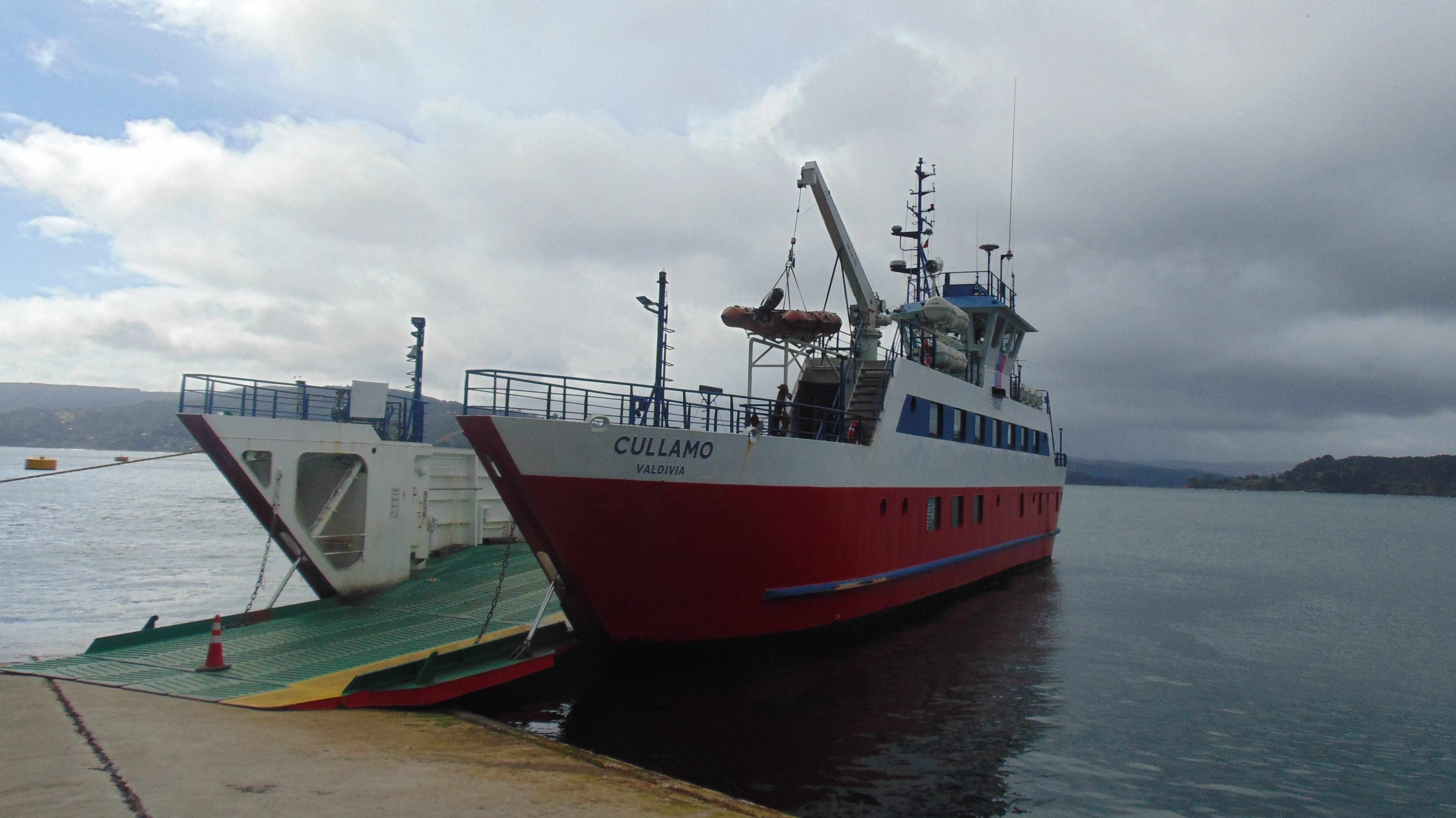
Ferry Cullamo

Existe una serie de Ferries o Transboradadores que conectan a través del Río Valdivia entre Corral y Niebla cada 60 minutos, siendo los más recientes los Transboradores Cullamó y Andalue. Por tierra existe un servicio de bus que realiza recorridos desde Corral a los sectores de Chaihuín y Huiro

## Medios de comunicación

### Radioemisoras
- 94.3 MHz - FM Siempre (Corral)
- 96.7 MHz - Radio Armonía
- 100.9 MHz - Corporación (Corral)
- 104.7 MHz - Estilo FM (Corral/Niebla/Valdivia)